# Poppenricht
Poppenricht – miejscowość i gmina w Niemczech, w kraju związkowym Bawaria, w rejencji Górny Palatynat, w regionie Oberpfalz-Nord, w powiecie Amberg-Sulzbach. Leży około 5 km na północny zachód od Amberga, nad rzeką Vils, przy linii kolejowej Norymberga - Schwandorf.

## Współpraca
Miejscowość partnerska:
- Krems in Kärnten, Austria